# صيدون (جزين)
صيدون هي إحدى القرى اللبنانية من قرى قضاء جزين في محافظة الجنوب.